# Poncello Orsini
Poncello Orsini (Roma, 1330/1340 – Roma, 11 febbraio 1395) è stato un cardinale e vescovo cattolico italiano.

## Biografia
Era figlio di Andrea Orsini e di Mabilia Orsini.
Il 19 giugno 1370 Orsini fu nominato vescovo di Aversa; il 18 settembre 1378 fu elevato al cardinalato da papa Urbano VI con il titolo di San Clemente.
Fu legato papale nelle Marche e vicario generale in Sabina; nel 1385 accompagnò il papa nel suo viaggio a Nocera. Costernato dalla severità del pontefice, assieme al cardinale Pileo da Prata, scrisse una lettera ai sacerdoti romani contro il papa e il suo atteggiamento violento e per tale motivo dovette nascondersi fino alla morte del papa nel 1389.
Partecipò al conclave del 1389 che elesse papa Bonifacio IX. Fu poi vicario papale in Roma e nel giugno 1390 cardinale protopresbitero. Fu anche l'ultimo commendatario dell'ospizio di San Tommaso in Formia al Monte Celio, per il riscatto dei prigionieri, che era stato istituito da papa Innocenzo III.